# スター80
『スター80』（スターエイティー、原題：Star 80）は、1983年制作のアメリカ合衆国の映画。
ドロシー・ストラットンがプレイメイトからスターの座を掴むものの、嫉妬に駆られた恋人兼マネージャーのポール・スナイダーに殺されるまでを描いた作品となっている。
監督はボブ・フォッシー、マリエル・ヘミングウェイがストラットンを、エリック・ロバーツがスナイダーを演じた。

## キャスト
- ドロシー・ストラットン：マリエル・ヘミングウェイ
- ポール・スナイダー（英語版）：エリック・ロバーツ
- ヒュー・ヘフナー：クリフ・ロバートソン
- ドロシーの母：キャロル・ベイカー
- アラム・ニコラス：ロジャー・リース
- ゲブ：デヴィッド・クレノン
- 探偵：ジョシュ・モステル
- アイリーン：リサ・ゴードン
- ナイトクラブのダンサー：シドニー・ミラー
- コミック：キーネン・アイヴォリー・ウェイアンズ

## 評価
- 第34回ベルリン国際映画祭コンペティション部門出品[2]
- 第4回ボストン映画批評家協会賞主演男優賞受賞（エリック・ロバーツ）
- 第41回ゴールデングローブ賞主演男優賞 (ドラマ部門)ノミネート（エリック・ロバーツ）[3]

## トリビア
- ドロシー・ストラットンを演じたマリエル・ヘミングウェイは、役になりきるために豊胸手術まで施して撮影に臨んだ[4][5][6]。
- ラストでストラットンが殺され、スナイダーも自殺するシーンは、実際の事件現場で撮影された[6][7]。